# Dolina (rejon czortkowski)
Dolina – wieś na Ukrainie, w  rejonie czortkowskim obwodu tarnopolskiego, w hromadzie Nagórzanka.
Miejsce zbrodni nacjonalistów ukraińskich. 
5 lipca 1941 ukraiński milicjant zastrzelił tutaj dwóch Żydów (ojca i jego 4-letniego syna). W nocy z 5 na 6 lipca 1941 zabito tutaj dwoje deputowanych rejonowych wraz z członkami rodzin, łącznie pięć osób. 6 lipca 1941 zamordowano 13 Żydów.